# Revolución de abril (Corea del Sur)
La Revolución de abril, a veces denominada Revolución del 19 de abril o Movimiento del 19 de abril, fue un levantamiento popular que tuvo lugar en abril de 1960 en Corea del Sur. El mismo fue liderado por grupos de trabajadores y estudiantes, que derrocaron al gobierno autocrático de la Primera República de Corea del Sur de Syngman Rhee.  La revolución produjo la renuncia de  Rhee y la transición a la Segunda República de Corea del Sur. Los eventos se precipitaron por el descubrimiento en el puerto de  Masan del cuerpo de un estudiante asesinado por una granada de gas lacrimógeno durante las manifestaciones contra las elecciones de marzo de 1960.

## La denominación
Este evento también se le conoce como Revolución Democrática del 19 de Abril o Movimiento estudiantil del 19 de Abril, Levantamiento por la justicia del 19 de Abril, Reforma de Abril y Revolución incompleta, etc. Después del golpe de Estado del 16 de Mayo, se llamó ‘levantamiento por la justicia’ en el gobierno militar, pero fue promovida nuevamente a revolución desde el gobierno civil.

## Antecedentes

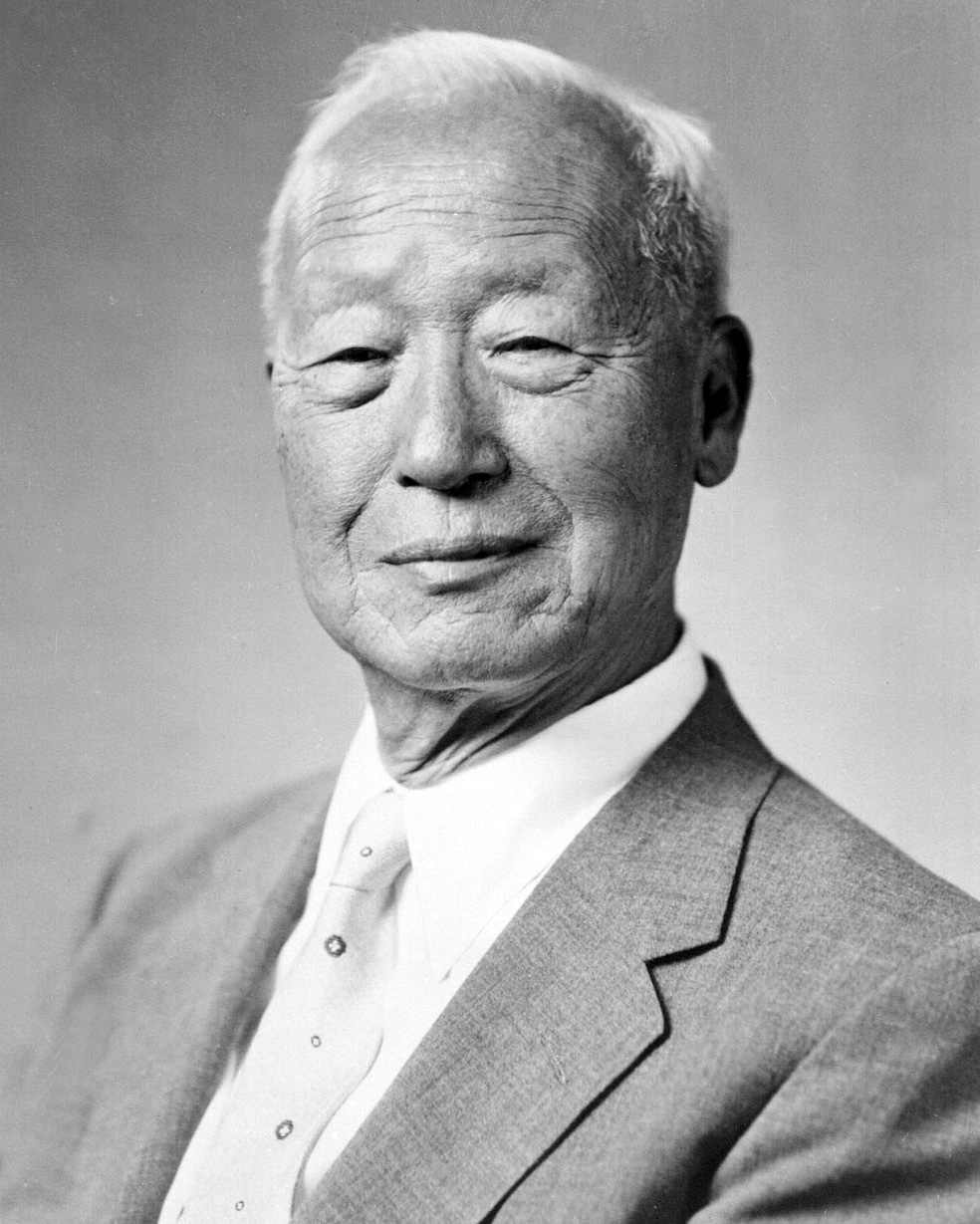
Syngman Rhee en 1956.

El presidente Rhee había estado en su cargo desde 1948, pero enfrentaba un descontento doméstico creciente ya que su gobierno no había sido capaz de proveer un desarrollo social y económico apropiado, a la vez que se lo percibía como corrupto mientras Rhee cambiaba la Constitución para poder prolongar su permanencia en el poder. Los Estados Unidos habían reducido el volumen de su ayuda económica de un pico de  $382,893,000 en 1957 a $222,204,000 en 1959. Rhee estaba shocked y amenazado por esta reducción del apoyo norteamericano y comenzó a tomar una serie de medidas desesperadas para intentar sobrevivir  políticamente. En diciembre de 1958 maniobró para que la Asamblea Nacional aprobara una modificación a la Ley de Seguridad Nacional que le otorgó poderes más amplios al gobierno para limitar la libertad de prensa y evitar que los miembros de la oposición pudieran ejercer su derecho a voto.
Para la elección presidencial de 1960, había dos partidos principales de oposición a Rhee. El pequeño Partido Progresista que había obtenido un millón de votos en la elección presidencial de 1956 estaba liderado por Cho Bong-am, mientras que el Partido Democrático  estaba liderado por Cho Pyong-ok. En julio de 1959 Rhee acusó a Cho Bong-am de ser comunista. Cho Bong-am fue encarcelado y ejecutado de manera sumaria. Cho Pyong-ok viajó a Estados Unidos para ser operado del estómago pero murió allí de un ataque al corazón. La muerte de estos dos competidores le pareció demasiada coincidencia al pueblo coreano y se supuso que las muertes habían sido resultado de un complot.
Para la elección del vicepresidente, que en Corea se realizaba de forma independiente, Rhee estaba decidido a que su protegido Lee Ki-poong resultara elegido. Lee compitió contra Chang Myon del Partido Democrático, quien haba sido embajador en Estados Unidos durante la Guerra de Corea. El 15 de marzo Lee, que estaba postrado en la cama, ganó las elecciones por un margen sospechosamente amplio, ganando con  8,225,000 votos, mientras que Myon obtuvo 1,850,000 votos. El pueblo estaba convencido de que había habido fraude en la elección. Según el Korean Report, se prohibieron en todo el país las demostraciones Democráticas y cientos de boletas pre marcadas habían sido insertadas en las urnas el día de las elecciones.

## Las protestas en Masan y la muerte de Kim Ju-Yul
El 15 de marzo de 1960, se realizó una protesta contra el fraude electoral en Masan. La protesta, motivada por la denuncia que realizaron miembros del Partido Democrático sobre el fraude electoral, hizo que miles de residentes de Masan se congregaran frente a la sede del Partido Democrático en Masan hacia las 7:30 de la tarde. Cuando los ciudadanos se vieron enfrentados con la policía, se cortó el suministro eléctrico a la ciudad. La policía comenzó a disparar contra las personas y la gente respondió lanzando piedras a la policía.
El 11 de abril, un pescador encontró el cuerpo de Kim Ju-yul en el puerto de Masan. Kim que era un estudiante de la Masan Commercial High School había desaparecido durante las revueltas del 15 de marzo en Masan. Las autoridades anunciaron que la autopsia realizada al cuerpo había determinado que Kim había muerto ahogado, pero muchas personas rechazaron esta explicación. Algunos de los que protestaban lograron entrar en el hospital. Ellos descubrieron que el cráneo de Kim estaba partido por una granada de gas lacrimógeno de 20 cm de largo que había penetrado por los ojos de Kim, lo cual indicaba que la policía había disparado las granadas lacrimógenas en un ángulo inferior a 45 grados, lo cual podía ser fatal si se disparaba directamente contra la cara de una persona. El régimen de Rhee intentó censurar las noticias sobre el incidente, sin embargo la prensa coreano informó sobre esta noticia publicando una foto del cuerpo de Kim muerto, y la distribuyeron hacia el exterior a través de Associated Press. El incidente sacudió a la nación y fue la mecha para un movimiento nacional contra el fraude electoral del 19 de abril. En Masan se sucedieron tres días de multitudinarias protestas espontáneas que condujeron a enfrentamientos de mayor violencia.
El presidente Rhee intentó desviar la atención diciendo que las protestas de Masan habían sido motorizadas por el accionar de agentes comunistas. Posteriormente un comité investigador de la Asamblea Nacional determinó que los disparos de la policía hacia la muchedumbre habían sido realizado con el propósito de matar a los manifestantes y no de dispersarlos. Posteriormente durante un juicio criminal se estableció que Park Jong-pyo, el Jefe de la Seguridad Pública había ordenado disparar contra los que protestaban, que ataran rocas al cadáver de Kim Ju-yul y lo arrojaran a la bahía de Masan.

## Resultados la dependecia 15 de Marzo
El levantamiento por la justicia del 15 de marzo fue un evento en el que ciudadanos y estudiantes resistieron contra las elecciones fraudulentas del gobierno del Partido Liberal, que más tarde se convirtió en el fusible de la Revolución  19 de Abril junto con la ira nacional, brindando la oportunidad de derrocar al régimen de Syngman Lee. El levantamiento por la justicia del 15 de marzo se definió como el primer movimiento de democratización en Corea a través de la Ley del Proyecto Conmemorativo del Movimiento de Democratización promulgada en 2001. se confirmó como un 'Día Nacional'.

## Las protestas en Seúl
El 18 de abril, estudiantes de la Korea University realizaron una protesta violenta en la Asamblea Nacional contra la violencia policial y exigiendo un nuevo llamado a elecciones, sin embargo fueron atacados al regresar a su campus por bandas financiadas por los partidarios de Rhee.
El 19 de abril miles de estudiantes fueron caminando desde la Korea University hacia la Casa Azul, al ir pasando delante de escuelas secundarias y universidades, la manifestación fue creciendo hasta alcanzar más de 100,000 personas. Al llegar a la Casa Azul, los manifestantes exigieron la renuncia de Rhee. La policía disparó contra los manifestantes matando a unos 180 e hiriendo a unos miles. Ese día el gobierno de Rhee proclamó la ley marcial para intentar controlar las protestas.
El 25 de abril de 1960, los profesores se unieron a los estudiantes y ciudadanos en enormes demostraciones donde los que protestaban eran mucho más numerosos que los soldados y la policía se negó a atacar a los manifestantes.

## La manifestación del profesorado en la universidad
El 15 de abril de 1960, representantes de profesores universitarios de todo el país se reunieron y emitieron una declaración para rectificar la situación y participaron en una protesta luego de que las manifestaciones estudiantiles contra las elecciones del 15 de marzo culminaran el 19 de abril de 1960. A las 3 pm de ese día, 258 profesores de 27 universidades se reunieron en el Salón de la Facultad de la Universidad Nacional de Seúl y exigieron que “el presidente, la oposición y los legisladores de la oposición, y los jueces de la Corte Suprema, asuman la responsabilidad por la elección fraudulenta del 15 de marzo y el 19 de abril. incidente, dimitir y celebrar una reelección al mismo tiempo”. Se anunció la declaración de la ciudad estado de 14 puntos. Luego, unos 400 profesores marcharon por la ciudad de Seúl, con el lema “Pagar la sangre de los estudiantes que cayeron en el Movimiento 19 de Abril”, y realizaron una protesta pacífica bajo la ley marcial. Esta manifestación de profesores del 25 de abril contó con el apoyo absoluto de ciudadanos y estudiantes, ya partir de esa noche, ciudadanos y estudiantes se levantaron nuevamente.

## Renuncia de Syngman Rhee
El 26 de abril de 1960, el presidente Rhee renunció a su cargo. Lee Ki-poong, el compañero que Rhee había elegido para que fuera candidato a vicepresidente, fue acusado de gran parte de la corrupción en el gobierno.
El 27 de abril de 1960, Lee Ki-Poong y toda su familia fueron asesinados por el hijo mayor de Ki-Poong quien luego se suicidó. El 28 de abril de 1960, el ministro del  Interior Choi In-Kyu y el Jefe de Seguridad renunciaron asumiendo la responsabilidad por el incidente en Masan.

### Discurso de Syngman Rhee al público
Después de la liberación, regresé a mi país de origen y me llevé bien con muchos de nuestros compatriotas patrióticos, por ahora no hay límite para dejar el mundo.

Cuando escuchen el informe por nuestros mencionado jóvenes estudiantes, nuestros patriotas compatriotas me piden que tome algunas resoluciones, por lo que haré lo que digo a continuación. Una cosa que me gustaría pedirles es que nuestros compatriotas tengan en cuenta que las fuerzas comunistas están esperando ansiosamente para invadirnos al norte del paralelo 38 y traten de no darles una oportunidad.
- Si el pueblo lo quiere, renunciaré como presidente.
- Hubo muchas ilícitos en las elecciones gubernamentales del 15 de marzo, por lo que ordenó que se realizaran nuevamente las elecciones.
- Para eliminar todas las cosas deshonrosos relacionadas con las elecciones, ya se le ha pedido al presidente Lee Ki-poong que renuncie por completo a su cargo público.
Ya llegué a un acuerdo, pero si el pueblo lo quiere, modifico el Régimen de Responsabilidad del Gabinete.

## El significado de la revolución 19 de marzo en Corea
1. El hecho que la democracia se organiza a través de una lucha entusiasta, y es la experiencia que solo esto vale la pena.
2. El hecho que el éxito de la revolución hizo que los países extranjeros valoraran mucho a nuestro pueblo.
3. El hecho que la revolución fue provocada por elecciones fraudulentas, pero su espíritu fundamental fue una protesta contra la corrupción y los males sociales acumulados en los últimos 20 años.
4. El hecho que el viejo sistema fue derrocado por la revolución y se estableció un nuevo sistema democrático.
5. El hecho que el viejo sistema colapsó con la revolución y se vio muy debilitada por la revolución.
6. El hecho que la ideología anticomunista es debilitada por la revolución.
7. El hecho que el movimiento mundial por la democracia nos coparticipada por la revolución.
8. El hecho que la revolución inició toda una reforma de los ciudadanos y al mismo tiempo sirvió como una oportunidad para la renovación y maduración política y moral de los estudiantes coreanos.

Muchas personas afirman que la revolución 19 de Abril en Corea es el producto de una amplia solidaridad de los estudiantes, la prensa, los intelectuales, el pueblo, los pobres de ciudades.

## Eventos posteriores

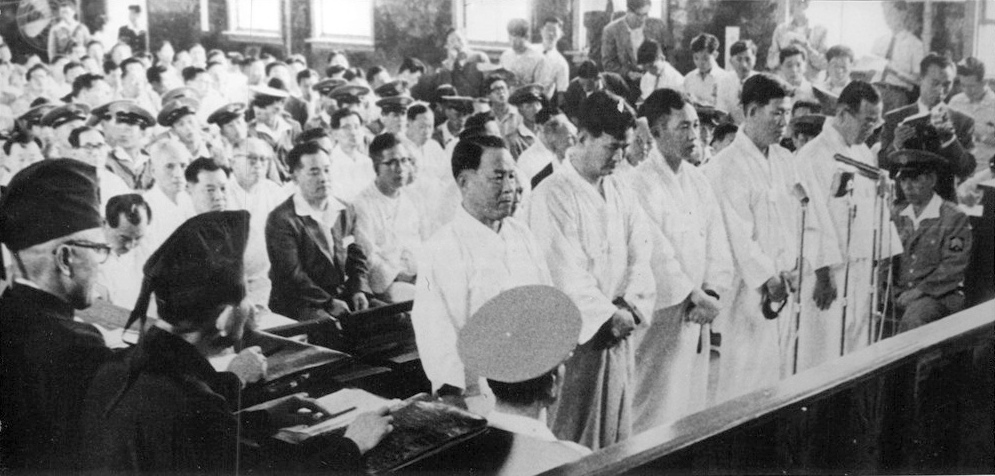
Cinco sospechosos de alto rango vestidos con túnicas blancas de pie

Luego de la renuncia de Rhee y la muerte de Lee Ki-poong, finalizó el gobierno encabezado por el Partido Liberal. Corea del Sur adoptó un sistema parlamentario para limitar el poder de la oficina del presidente por lo cual si bien Yun Bo-seon fue elegido presidente el 13 de agosto de 1960, el poder real estaba en manos del primer ministro, Chang Myon.
El 16 de mayo de 1961, luego de meses de inestabilidad política, el General Park Chung-hee lanzó un golpe de Estado que derrocó a la Segunda República de Corea del Sur reemplazándola por una junta militar y posteriormente por la Tercera República de Corea del Sur de naturaleza autocrática.